# Lijst van rijksmonumenten in Olst
De plaats Olst telt 36 inschrijvingen in het rijksmonumentenregister. Hieronder een overzicht.
| Object | Oorspronkelijke functie?  | Bouwjaar                                                             | Architect | Locatie                             | Coördinaten?                  | Nr.?   | Afbeelding                                                                           |
| --- | ------------------------- | -------------------------------------------------------------------- | --------- | ----------------------------------- | ----------------------------- | ------ | ------------------------------------------------------------------------------------ |
| Huis Boxbergen | Kasteel, buitenplaats     | 1653                                                                 |           | Bouwhuispad 2                       | 52° 19' 11" NB, 6° 10' 38" OL | 31429  | Meer afbeeldingen                                                                    |
| Boerderij "Groot Scherpenzeel" | Boerderij                 | 18e eeuw                                                             |           | Scherpenzeelseweg 3                 | 52° 22' 17" NB, 6° 7' 4" OL   | 31431  | Meer afbeeldingen                                                                    |
| Stenen kruis bij de Eikelhof | Gedenkteken               | 1493                                                                 |           | Eikelhofweg                         | 52° 19' 3" NB, 6° 10' 7" OL   | 31432  | Meer afbeeldingen                                                                    |
| Ter Spille | Woonhuis                  |                                                                      |           | H Droststraat 1                     | 52° 20' 20" NB, 6° 6' 24" OL  | 31436  | Meer afbeeldingen                                                                    |
| Nederlands Hervormde Kerk | Kerk en kerkonderdeel     | 13e eeuw                                                             |           | Kerkplein 1                         | 52° 20' 16" NB, 6° 6' 49" OL  | 31437  | Meer afbeeldingen                                                                    |
| Toren van de Nederlands Hervormde Kerk | Kerk en kerkonderdeel     | ca. 1200                                                             |           | Kerkplein bij 1                     | 52° 20' 16" NB, 6° 6' 48" OL  | 31438  | Meer afbeeldingen                                                                    |
| Huis "Westervoorde" | Kasteel, buitenplaats     | 18e eeuw                                                             |           | Koningin Wilhelminastraat 1         | 52° 20' 21" NB, 6° 6' 44" OL  | 31439  | Meer afbeeldingen                                                                    |
| Boerderij "De Roze" | Boerderij                 | 1636                                                                 |           | Kornet van Limburg Stirumstraat 108 | 52° 20' 19" NB, 6° 8' 29" OL  | 31440  | Meer afbeeldingen                                                                    |
| Boerderijtje in nabijheid van huis 'Groot Hoenlo'                                                                                          | Boerderij                 | 1784 (jaartalanker)                                                  |           | Molenweg 4                          | 52° 19' 18" NB, 6° 8' 32" OL  | 31441  | Meer afbeeldingen                                                                    |
| Bökkers Mölle | Industrie- en poldermolen | 1895                                                                 |           | Rijksstraatweg 45                   | 52° 20' 31" NB, 6° 6' 29" OL  | 31444  | Meer afbeeldingen                                                                    |
| De Veltkamp: villa | Kasteel, buitenplaats     | 1890                                                                 |           | Diepenveenseweg 30                  | 52° 18' 16" NB, 6° 8' 20" OL  | 508563 | De Veltkamp: villa                                                                   |
| De Veltkamp: koetshuis | Bijgebouwen kastelen enz. | 1890                                                                 |           | Diepenveenseweg 30                  | 52° 18' 16" NB, 6° 8' 20" OL  | 508564 | Upload foto                                                                          |
| De Dom | Horeca                    | 1890                                                                 |           | A Geertsstraat 2                    | 52° 20' 18" NB, 6° 6' 34" OL  | 508572 | Meer afbeeldingen                                                                    |
| Spijkerbosch: hoofdgebouw | Kasteel, buitenplaats     | vroeg 17e eeuw (oorsprong) 1659 (uitbr.) midden 19e eeuw (gewijzigd) |           | Spijkerbospad 7                     | 52° 19' 45" NB, 6° 8' 34" OL  | 511494 | Meer afbeeldingen                                                                    |
| Spijkerbosch: historische tuin- en parkaanleg                                                                                              | Tuin, park en plantsoen   | 18e eeuw                                                             |           | Spijkerbospad bij 7                 | 52° 19' 44" NB, 6° 8' 35" OL  | 511496 | Meer afbeeldingen                                                                    |
| Spijkerbosch: koetshuis | Bijgebouwen kastelen enz. | 17e eeuw (oorsprong) midden 19e eeuw (gewijzigd)                     |           | Spijkerbospad bij 7A                | 52° 19' 44" NB, 6° 8' 35" OL  | 511497 | Meer afbeeldingen                                                                    |
| Groot Hoenlo: hoofdgebouw | Kasteel, buitenplaats     | 18e eeuw                                                             |           | Diepenveenseweg 1                   | 52° 19' 34" NB, 6° 7' 27" OL  | 521439 | Groot Hoenlo: hoofdgebouw                                                            |
| Groot Hoenlo: historische tuin- en parkaanleg                                                                                              | Tuin, park en plantsoen   | 18e eeuw                                                             |           | Diepenveenseweg bij 1               | 52° 19' 26" NB, 6° 7' 13" OL  | 521440 | Groot Hoenlo: historische tuin- en parkaanleg                                        |
| Huis Klein Hoenlo | Bijgebouwen kastelen enz. | 1890                                                                 |           | Diepenveenseweg 4                   | 52° 19' 30" NB, 6° 7' 17" OL  | 521441 | Huis Klein Hoenlo                                                                    |
| Groot en Klein Hoenlo: jachthuis in chaletstijl                                                                                            | Bijgebouwen kastelen enz. | eind 19e eeuw                                                        |           | Diepenveenseweg 3A                  | 52° 19' 32" NB, 6° 7' 29" OL  | 521442 | Upload foto                                                                          |
| Groot en Klein Hoenlo: dienstwoning | Bijgebouwen kastelen enz. | ca. 1900                                                             |           | Diepenveenseweg 5                   | 52° 19' 32" NB, 6° 7' 29" OL  | 521443 | Upload foto                                                                          |
| Groot en Klein Hoenlo: toegangsbrug met entreehek                                                                                          | Tuin, park en plantsoen   | 18e eeuw (hek) 19e eeuw (brug)                                       |           | Diepenveenseweg bij 1               | 52° 19' 32" NB, 6° 7' 26" OL  | 521444 | Meer afbeeldingen                                                                    |
| Huize Zorgvliet: hoofdgebouw | Kasteel, buitenplaats     | 1870-1890                                                            |           | Boxbergerweg 2                      | 52° 18' 34" NB, 6° 9' 57" OL  | 523357 | Huize Zorgvliet: hoofdgebouw                                                         |
| Huize Zorgvliet: historische tuin- en parkaanleg                                                                                           | Tuin, park en plantsoen   | 19e eeuw                                                             |           | Boxbergerweg bij 2                  | 52° 18' 34" NB, 6° 10' 1" OL  | 523358 | Upload foto                                                                          |
| Huize Zorgvliet: sokkel met zonnewijzer | Tuin, park en plantsoen   | eerst helft 18e eeuw (sokkel)                                        |           | Boxbergerweg bij 2                  | 52° 18' 32" NB, 6° 9' 57" OL  | 523422 | Upload foto                                                                          |
| Huize Zorgvliet: brug | Tuin, park en plantsoen   | tweede helft 19e eeuw                                                |           | Boxbergerweg bij 2                  | 52° 18' 32" NB, 6° 9' 57" OL  | 523423 | Upload foto                                                                          |
| Katerstede Het Slief behorend bij Huize Zorgvliet: ensemble van boerderij met schuur                                                       | Bijgebouwen kastelen enz. | 19e eeuw                                                             |           | Boxbergerweg 8                      | 52° 18' 36" NB, 6° 10' 2" OL  | 523424 | Katerstede Het Slief behorend bij Huize Zorgvliet: ensemble van boerderij met schuur |
| Groot en Klein Hoenlo: jachtopzienerswoning                                                                                                | Bijgebouwen kastelen enz. | ca. 1900                                                             |           | Diepenveenseweg 6                   | 52° 19' 25" NB, 6° 7' 12" OL  | 526132 | Upload foto                                                                          |
| Steenfabriek Fortmond | Industrie                 | 1919-1920                                                            |           | Fortmonderweg 53                    | 52° 22' 16" NB, 6° 5' 32" OL  | 526395 | Meer afbeeldingen                                                                    |
| Incomplete Molen van Boks | Industrie- en poldermolen | 1836 (bouwjaar) 1931 (onttakeld)                                     |           | Rijksstraatweg 3A                   | 52° 20' 18" NB, 6° 6' 18" OL  | 527605 | Meer afbeeldingen                                                                    |
| Huis De Haere | Kasteel, buitenplaats     | 18e/19e eeuw                                                         |           | Haereweg 4                          | 52° 18' 27" NB, 6° 6' 58" OL  | 530429 | Meer afbeeldingen                                                                    |
| De Haere, Entreepijlers | Kasteel, buitenplaats     |                                                                      |           | Haereweg 4                          | 52° 18' 27" NB, 6° 6' 58" OL  | 530436 | Upload foto                                                                          |
| De Haere, Historische tuin- en parkaanleg                                                                                                  | Kasteel, buitenplaats     |                                                                      |           | Haereweg 4                          | 52° 18' 27" NB, 6° 6' 58" OL  | 530430 | Meer afbeeldingen                                                                    |
| De Haere, Parkruine als folly | Tuin, park en plantsoen   | 1870                                                                 |           | Haereweg bij 4                      | 52° 18' 27" NB, 6° 6' 58" OL  | 530433 | De Haere, Parkruine als folly                                                        |
| De Haere, Koetshuis | Kasteel, buitenplaats     |                                                                      |           | Haereweg 6-8                        | 52° 18' 27" NB, 6° 6' 58" OL  | 530431 | Meer afbeeldingen                                                                    |
| De Haere, Boerderij | Boerderij                 |                                                                      |           | Haereweg 12                         | 52° 18' 27" NB, 6° 6' 58" OL  | 530432 | Upload foto                                                                          |
| De Haere, Rentmeesterswoning, Chalet-achtig huis                                                                                           | Dienstwoning              | midden 19e eeuw                                                      |           | Haereweg 2                          | 52° 18' 25" NB, 6° 6' 59" OL  | 530434 | Meer afbeeldingen                                                                    |
| De Haere, Voormalig tolhuis | Dienstwoning              |                                                                      |           | Rijksstraatweg 8                    | 52° 18' 39" NB, 6° 6' 30" OL  | 530435 | Meer afbeeldingen                                                                    |
| Boerderij onder met riet gedekt wolfdak. Behoort tot het landgoed "De Haere". Op het erf een bakhuis en stenen schuur met rieten schilddak | Boerderij                 | 1731                                                                 |           | Rijksstraatweg 10                   | 52° 18' 39" NB, 6° 6' 30" OL  | 31446  | Meer afbeeldingen                                                                    |